# TradeDoubler
TradeDoubler er et affiliatenetværk, som udbyder partnerprogrammer. Selskabet blev etableret i Sverige i 1999 og har hovedkvarter i Stockholm og har bl.a. Den Blå Avis, Dell og TDC som kunder.
Den 15. januar 2007 offentliggjorde TradeDoubler et købstilbud fra AOL på godt 5 milliarder kroner. Den 15. marts 2007 blev buddet dog trukket tilbage, da for få aktionærer var villige til at sælge deres aktier til AOL.

## Ekstern kilde/henvisning
TradeDoublers officielle danske hjemmeside Arkiveret 29. september 2007 hos  Wayback Machine